# Ingild Janda-Busl
Ingild Janda-Busl (geboren 1941 als Ingild Janda in Neubistritz, Reichsgau Niederdonau, heute Tschechien) ist eine deutsche Autorin.

## Leben
Janda-Busl ist Ärztin; sie wurde an der Medizinischen Fakultät der Friedrich-Alexander-Universität Erlangen-Nürnberg promoviert. Sie lebt in Bamberg und verfasste mehrere Publikationen über die Geschichte der Juden, insbesondere über Juden in der Oberpfälzer Region. Dabei ist ihr nach eigener Aussage von Bedeutung, den Opfern des Nationalsozialismus ein Gesicht zu geben.
Sie war verheiratet mit dem 2016 verstorbenen Tirschenreuther Kreisheimatpfleger Franz Busl.
Im Jahre 1991 schenkte die Stadt Weiden in der Oberpfalz dem Ehepaar den 1913 von Studienprofessor Franz-Xaver Mayer († 1923) erbauten und nach der Renovierung seit dem 4. August 1992 denkmalgeschützten Grenzlandturm in Bärnau, den das Paar vor dem Umzug nach Bamberg bewohnte und auch als Kulisse für die gemeinsam organisierte Veranstaltungsreihe Konzerte beim Turm nutzte. Für ihre Bemühungen um die Erhaltung des Turms wurde Janda-Busl mit einer Denkmalmedaille geehrt. Der Turm wurde 2009 von der Stadt Bärnau als markantes Wahrzeichen käuflich erworben und durch den Festspielverein betreut.

## Publikationen (Auswahl)
- Die Blasenlähmung bei der Querschnittslähmung traumatischer Genese. Mit einem Überblick über 60 Patienten der Chirurgischen Klinik der Universität Erlangen-Nürnberg aus den Jahren 1954–1964. Diss., Medizinische Fakultät der Universität Erlangen-Nürnberg, 1966.
- mit Franz Busl: Die Geschichte der jüdischen Gemeinde in Weseritz/Bezdružice. [= Quellen und Erörterungen 5. Otnant-Gesellschaft für Geschichte und Kultur der Euregio Egrensis (Hrsg.)]; Verlag der Buchhandlung Eckhard Bodner, Pressath 2006. ISBN 978-3-937-11738-6
- Juden in der oberpfälzischen Kreisstadt Tirschenreuth (1872–1942). Erich-Weiß-Verlag, Bamberg 2009. ISBN 978-3-940-82111-9
- Aus der Hölle zurück ins Leben. Die jüdischen Displaced Persons in Tirschenreuth – das Assembly Center 2 B. Erich-Weiß-Verlag, Bamberg 2010. ISBN 978-3-940-82112-6
- Juden im Landkreis Tirschenreuth. (3-bändiges Werk), Erich-Weiß-Verlag, Bamberg:
  - Band 1: Erbendorf und Kemnath. 2011. ISBN 978-3-940-82113-3
  - Band 2: Bärnau und Mitterteich. 2012. ISBN 978-3-940-82114-0
  - Band 3: Waldsassen. 2013. ISBN 978-3-940-82127-0